# 506
Cette page concerne l'année 506  du calendrier julien. Pour l'année 506 av. J.-C., voir 506 av. J.-C. Pour le nombre 506, voir 506 (nombre).
L'année 506 est une année commune qui commence un dimanche.

## Événements
- 2 février : publication à Aire-sur-Adour du Bréviaire d'Alaric (Lex romana wisigothorum), code de lois inspiré du Code de Théodose, destiné à régir les sujets romains du royaume wisigoth[1]. Proposé par le roi Alaric II[2], il est approuvé par des évêques et des notables gallo-romains[3].
- 1er septembre : Cassiodore est nommé questeur[4]. Il devient le secrétaire et le conseiller de Théodoric, puis consul (514) et préfet (533). Il administre Ravenne.
- 10 septembre : concile d'Agde sous la présidence de Césaire d'Arles[1]. Tout chrétien doit recevoir la communion trois fois par an, à Noël, Pâques et Pentecôte. Mesures restreignant les liens entre juifs et chrétiens[5]. Le meurtre des esclaves est puni de deux ans d'excommunication[6].
- Automne : nouvelle victoire de Clovis sur les  Alamans, après la bataille de Tolbiac de 496[7]. Selon l'historien belge André van de Vyver, il n'y aurait eu qu'une campagne contre les Alamans, et la bataille de Tolbiac se serait déroulée en 506, plutôt qu'en 496, date donnée par Grégoire de Tours[8].
- 28 novembre[9] : après une contre-offensive romaine en Mésopotamie, la paix est rétablie entre l'Empire d'Orient et les Sassanides[10]. La paix signée, l'empereur byzantin Anastase Ier fait fortifier la frontière avec l'Empire perse, en particulier la ville de Dara, face à Nisibe[11].
- Guerre en Dacie entre les armées d'Anastase et de Théodoric[7].
- Un nouvel évêque est nommé à Langres : Grégoire[12].

## Naissances en 506
Pas de naissance connue.

## Décès en 506
- 16 septembre : Carétène, reine des Burgondes.
- Date inconnue : Laurent, antipape de 498 à 499, puis de 501 à 506.